# C. J. Davis
(en) Statistiques sur pro-football-reference
Emmanuel « C. J. » F. Davis Jr., né le 2 février 1987 à Imperial en Pennsylvanie, est un joueur américain de football américain.

## Carrière

### Universitaire
Davis étudie à l'université de Pittsburgh où il joue avec l'équipe de football américain des Panthers de Pittsburgh.

### Professionnelle
C. J. Davis n'est sélectionné par aucune équipe lors du draft de la NFL de 2009. Il est cependant signé par les Panthers de la Caroline mais manque la saison 2009 à cause d'une blessure à la cheville. Lors de la saison 2010, il joue sept matchs. Conservé pour la saison 2011, il est coupé le 12 septembre 2011 à cause d'une nouvelle blessure.
Le 15 février 2012, il signe avec les Broncos de Denver et joue sept matchs comme remplaçant.